# Darlin
Darlin — ныне не существующая французская рок-группа образованная в 1992 году Лораном Бранковичем, Томасом Бангальте и Ги-Мануэлем де Омем-Кристо. Их название было взято из названия песни группы The Beach Boys.

## История
Группа Darlin' выпускала свои песни под лейблом Duophonic, под ним в августе 1993 года был выпущен музыкальный сборник «Shimmies In Super 8», совместно с коллективами: Huggy Bear и Stereolab. В 1995 году они появились в другом сборнике De La Viande Налейте Le Disco?, выпущенный под лейблом «Banana Split». Эта ограниченное издание содержало два неизданных трека, под названием «Untitled 18» и «Untitled 33».
Обзор в британского музыкального журнала Melody Maker назвал музыку Darlin' — «глупый панк мусор» (ориг. «a daft punky thrash»). После этого группа распалась, после чего Томас Бангальте и Ги-Мануэль де Омем-Кристо создали новый электронный музыкальный проект в 1993 с названием Daft Punk. Между тем, третий участник группы Darlin' «Лоран Бранкович» с его младшим братом «Кристианом Маззале» присоединились к группе Phoenix, где оба являются гитаристами. В октябре 2010 году участники группы вышла на бис, во время концерта Daft Punk сделал неожиданное появление во время выхода на бис шоу Феникса в Мэдисон-сквер-гарден.

## Состав
- Лоран Бранковитц
- Бангальте и де Омем-Кристо в 1995 году